# Place des Tournesols
La place des Tournesols (Praça dos Girassóis en portugais) est une place publique située à Palmas, capitale de l'État du Tocantins au Brésil. Avec une superficie d'environ 570 000 m2, la place des Tournesols est la troisième place publique du monde, derrière la place Xinghai à Dalian (Chine) et la place Merdeka à Jakarta (Indonésie), mais devant la place Tian'anmen à Pékin (Chine).
La place est le principal point d'intérêt de la ville nouvelle (inaugurée le 1er janvier 1990), concentrant les sièges des trois pouvoirs étatiques : le palais Araguaia (siège du gouvernement de l'État), l'Assemblée législative et le Tribunal de justice de l'État. On y trouve également la cathédrale métropolitaine de Palmas et le mémorial dédiée à la colonne Prestes. La place sert de point central au découpage administratif de la ville (nord-ouest, nord-est, sud-est et sud-ouest) et les principales avenues de la ville y convergent.
D'autres monuments se trouvent sur la place : les monuments aux 18 du Fort, à la Supplique des Pionniers (en hommage aux premiers habitants de Palmas) et au peuple indigène des Krahô. Deux portiques d'accès (côtés Est et Ouest) encadrent la place et s'y élève un calvaire en bois de Pernambouc, considéré comme le premier édifice construit de la ville, où fut célébrée la première messe de Palmas.

## Galerie

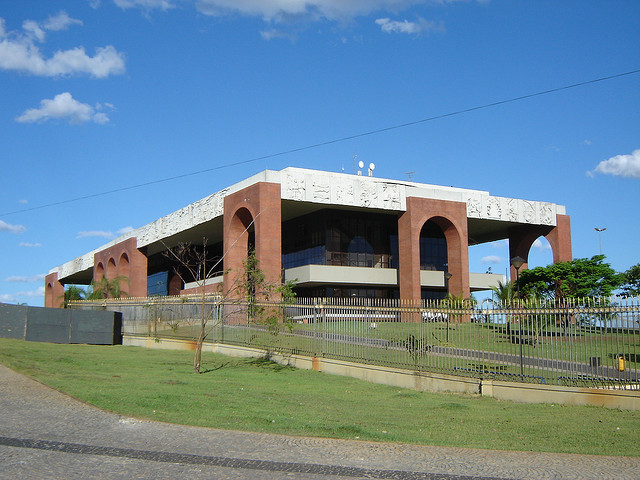
Palais Araguaia.
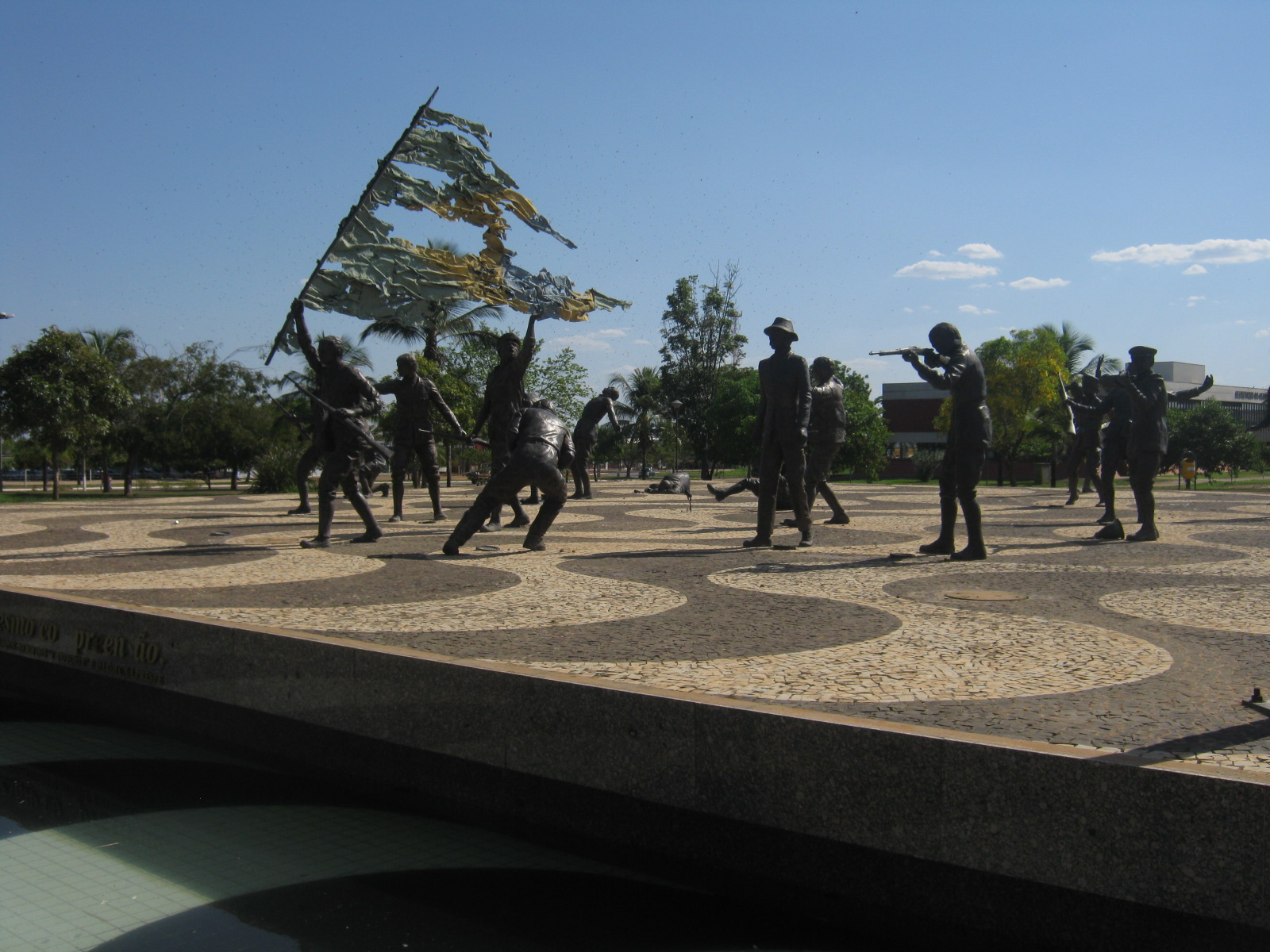
Le monument aux 18 du Fort, au sud de la place.
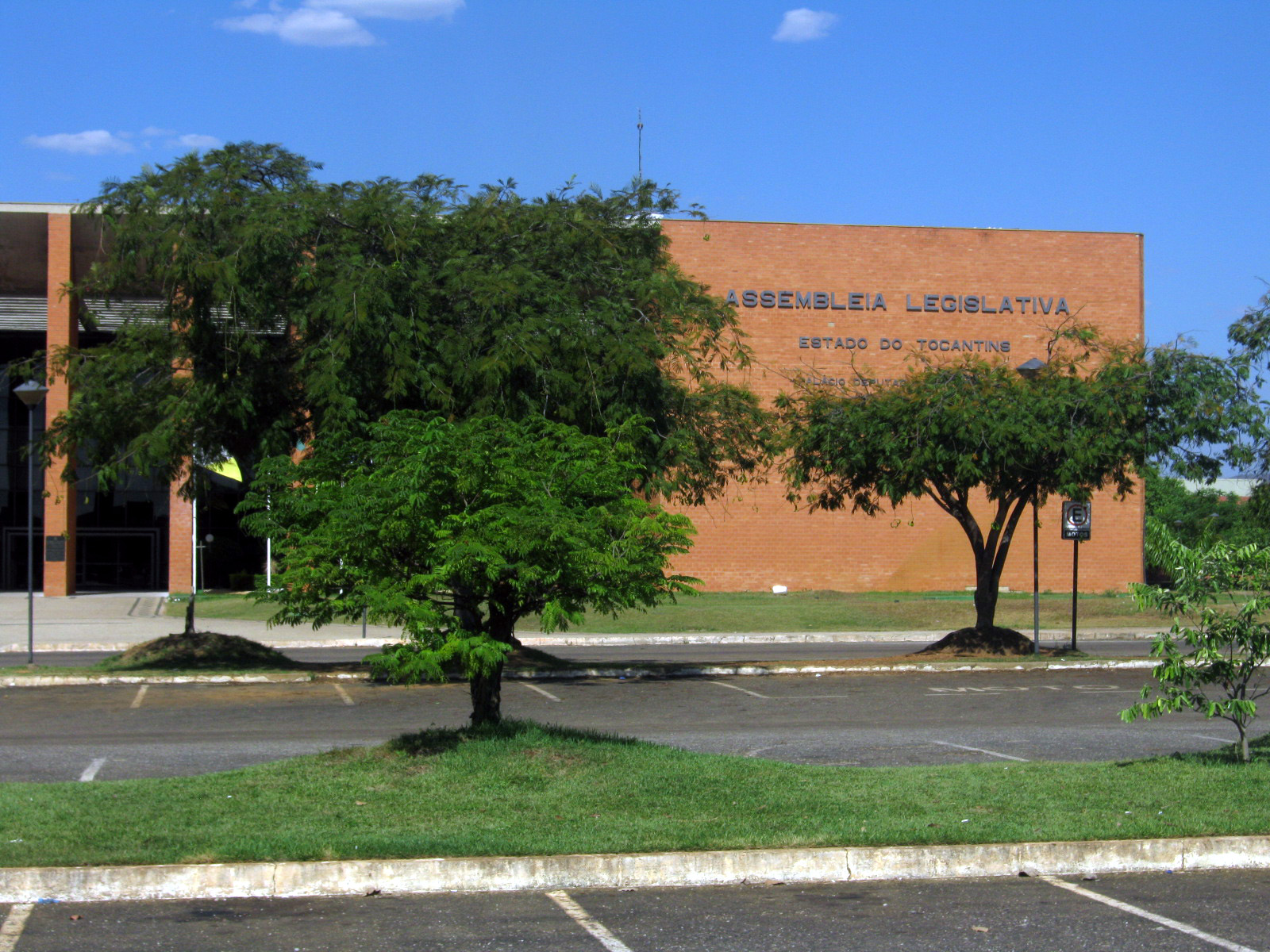
Le bâtiment de l'Assemblée législative de l'État du Tocantins.
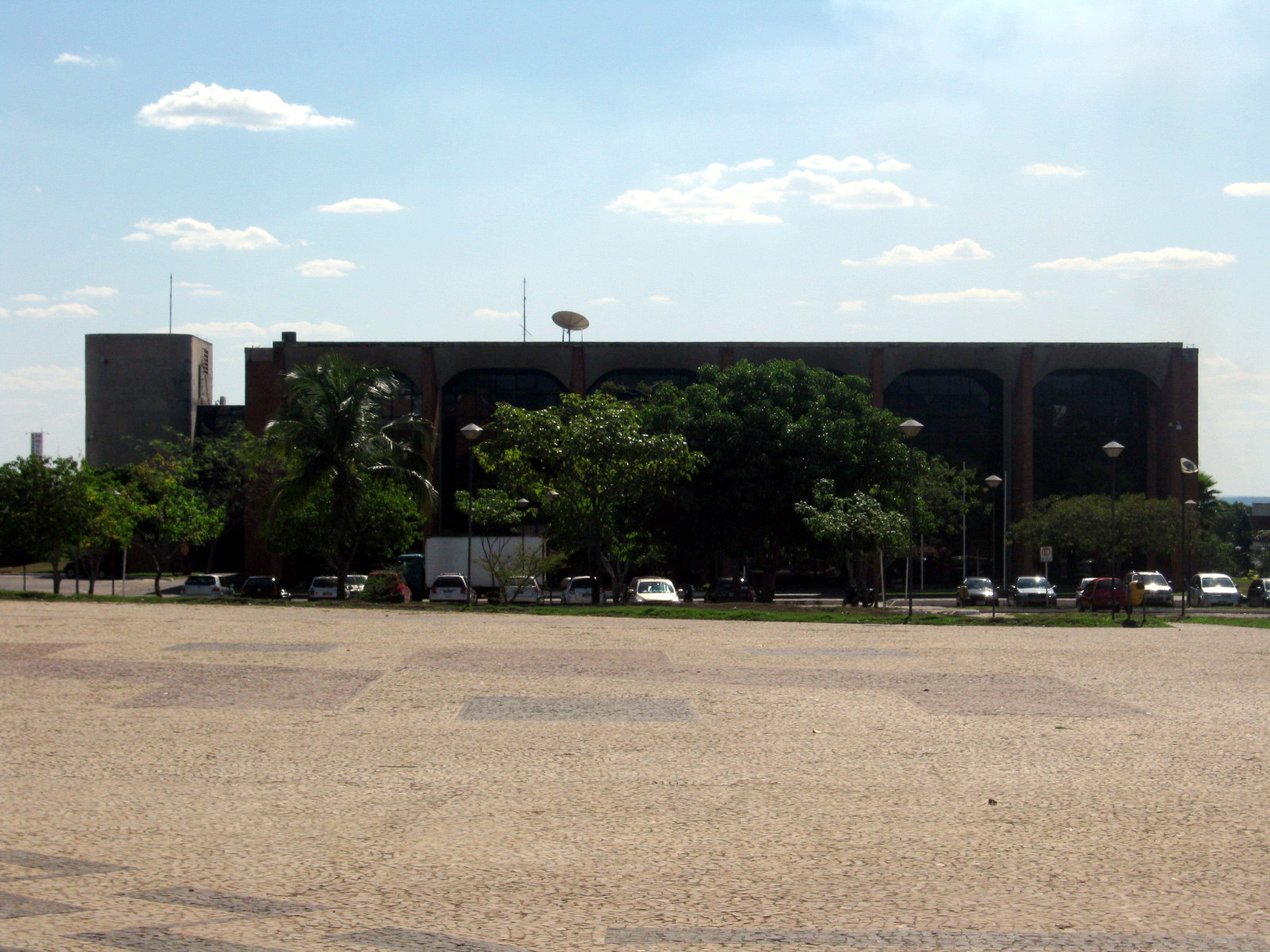
Le bâtiment du Tribunal de justice de l'État du Tocantins.